# Velika sovjetska enciklopedija
Velika sovjetska enciklopedija (rus. Большая советская энциклопедия, БСЭ) najpoznatija je i najpotpunija sovjetska enciklopedija. Jedna je od najvećih enciklopedija na ruskome jeziku. ↓1 Izdavao ju je Sovjetski Savez u razdoblju između 1926. i 1978. godine. Od 2002. godine enciklopedijski podatci djelomično su uključeni u kasniju Veliku rusku enciklopediju u ažuriranome i ispravljenome obliku. Autori Velike sovjetske enciklopedije tvrdili su da je „prva marksističko-lenjinistička enciklopedija za opću namjenu“.

## Izdanja
Velika sovjetska enciklopedija tiskana je u tri izdanja:
- Prvo izdanje (1926. – 1947.) sastojalo se od 65 svezaka te dodatnoga sveska o Sovjetskome Savezu. Prvo izdanje imalo je oko 65.000 članaka.
- Drugo izdanje (1949. – 1958.) sastojalo se od 49 svezaka u abecednome redu, jednoga o Sovjetskome Savezu i jednoga dodatnoga sveska. Tiskan je i indeks bez broja sveska (1960.). Drugo izdanje imalo je oko 100.000 članaka.
- Treće izdanje (1969. – 1978.) sastojalo se od 30 svezaka. Dvadeset i četvrti svezak bio je tiskan u dvije knjige, od kojih je druga o Sovjetskome Savezu. Tiskan je i indeks bez broja sveska (1981.). Treće izdanje imalo je 95.279 članaka.

## Prvo izdanje
Ideja Velike sovjetske enciklopedije nastala je 1923. godine u Gosizdatu (rus.  Госиздат) na inicijativu Ota Juljeviča Šmidta, člana Ruske akademije znanosti, koji je također bio tadašnji predsjednik Gosizdata. Početkom 1924. godine Šmidt je radio sa skupinom koja je uključivala Mihaila Nikolajeviča Pokrovskog, Nikolaja Leonidoviča Meščerjakova, Valerija Jakovljeviča Brjusova, Venjamina Fjodoroviča Kagana i Konstantina Stanislavoviča Kuzminskoga kako bi sastavila prijedlog koji je Politburo prihvatio 17. travnja 1924. godine. Za ideju se također zalagao Anatolij Vasiljevič Lunačarski, koji se ranije s Aleksandrom Aleksandrovičem Bogdanovom i Maksimom Gorkim zalagao za nastanak radničke enciklopedije.
Velika sovjetska enciklopedija pokrenuta je 1925. dekretom Centralnoga komiteta Komunističke partije boljševika i Predsjedništva Centralnoga izvršnoga odbora SSSR-a, u skladu s kojim je na Komunističkoj Akademiji stvoreno dioničko društvo Državno znanstveno izdanje „Velika sovjetska enciklopedija“ (rus. Государственное научное издание «Большая Советская Энциклопедия»), kojoj je povjereno objavljivanje Velike sovjetske enciklopedije.
Prvi svezak bio je objavljen 1926. godine, no čitavo je izdanje (od 65 svezaka i dodatnoga sveska posvećenoga Sovjetskome Savezu) bilo izdano tek 1947. godine, 21 godinu od objavljivanja prvoga sveska, što je prilično mnogo u usporedi s drugim izdanjem, za koje je bilo potrebno 8 godina, i trećim izdanjem, za koje je bilo potrebno 9 godina. Godine 1930. dioničko društvo Državno znanstveno izdanje „Velika sovjetska enciklopedija“ mijenja ime u „Državno rječničko-enciklopedijsko izdavaštvo“ (rus. Государственное словарно-энциклопедическое издательство), a 1937. godine u Državni znanstveni institut „Velika sovjetska enciklopedija“ (rus. Государственный научный институт «Советская энциклопедия»).
Prvo izdanje sveukupno je imalo oko 65.000 članaka, 12.000 ilustracija i 1000 karata. Šezdeset i šest svezaka zajedno se sastojalo od oko 4300 stranica teksta. Prosječna duljina članka iznosila je 2700 znakova. Svaki svezak imao je 8 – 10 karta u boji te do 20 djelomično obojenih ilustracija na odvojenim listovima. Osim odvojenih listova, tekstu su nadodane karte i crteži. Većinu crteža drvorezom su napravili poznati sovjetski umjetnici. Za dizajn korica korišten je kožnati uvez sa zlatnim tiskanim slovima, dok su korice odostraga polukožne. Svaki svezak tiskan je u 50 – 80 tisuća primjeraka.
Glavni urednik od 1924. do 1941. bio je Oto Juljevič Šmidt. Među autorima članaka bili su poznati sovjetski znanstvenici i političari N. N. Baranski, A. N. Bah, G. I. Brojdo, A. S. Bubnov, N. I. Buharin, N. N. Burdenko, V. G. Fesenkov, P. A. Florenski, M. V. Frunze, I. E. Grabar, I. M. Gubkin, L. N. Kricman, G. M. Kržižanovski, V. V. Kujbišev, N. A. Kun, J. Larin, A. V. Lunačarski, N. L. Meščerjakov, V. P. Miljutin, M. F. Nesturh, N. M. Nikoljski, V. V. Obolenski, V. A. Obručev, M. N. Pokrovski, J. A. Preobraženski, K. B. Radek, N. A. Semaško, I. I. Skvorcov-Stepanov, V. R. Viljams, K. E. Vorošilov, itd.
Šezdeset i treći svezak dvaput je bio objavljen: godine 1933. u 31.000 primjeraka sa 776 stranica i 1935. u 20.200 primjeraka sa 778 stranica. Zbog visoke potražnje 11. sveska, 1930. je godine tiskano 7000 primjeraka s dodatnim člankom „ВКП(б)“ (Всесоюзную Коммунистическую партию (большевиков), Svesavezna komunistička partija (boljševika)) čiji je redaktor bio A. S. Bubnov.
- Prvo izdanje
- Folija prvoga izdanja sa zlatnom gravirom
- Logotip na naslovnoj stranici prvoga izdanja

| Broj sveska | Ime                                       | Godina izdanja | Broj stranica |
| ----------- | ----------------------------------------- | -------------- | ------------- |
| 1.          | А — Аколла                                | 1926.          | 416           |
| 2.          | Аконит — Анри                             | 1926.          | 400           |
| 3.          | Анрио — Атоксил                           | 1926., 1930.   | 400           |
| 4.          | Атоллы — Барщина                          | 1926., 1930.   | 386           |
| 5.          | Барыково — Бессалько                      | 1927.          | 404           |
| 6.          | Бессарабия — Больм                        | 1927.          | 416           |
| 7.          | Больница — Буковина                       | 1927.          | 416           |
| 8.          | Буковые — Варле                           | 1927.          | 408           |
| 9.          | Варлен — Венглейн                         | 1928.          | 426           |
| 10.         | Венгрия — Вильно                          | 1928.          | 407           |
| 11.         | Вильом — Водемон                          | 1930.          | 416           |
| 12.         | Воден — Волховстрой                       | 1928.          | 416           |
| 13.         | Волчанка — Высшая                         | 1929.          | 403           |
| 14.         | Высшее — Гейлинкс                         | 1929.          | 430           |
| 15.         | Гейльброн — Германия                      | 1929.          | 414           |
| 16.         | Германия — Гимн                           | 1929.          | 432           |
| 17.         | Гимназия — Горовицы                       | 1930.          | 406           |
| 18.         | Город — Грац                              | 1930.          | 432           |
| 19.         | Грациадеи — Гурьев                        | 1930.          | 422           |
| 20.         | Гурьевка — Дейки                          | 1930.          | 439           |
| 21.         | Дейли — Джут                              | 1931.          | 424           |
| 22.         | Джуца — Договор торговый                  | 1935.          | 420           |
| 23.         | Доде — Евразия                            | 1931.          | 415           |
| 24.         | Евреи — Железняков                        | 1932.          | 400           |
| 25.         | Железо — Зазор                            | 1932.          | 400           |
| 26.         | Зазубные — Зерновые                       | 1933.          | 408           |
| 27.         | Зерновые — Империализм                    | 1933.          | 480           |
| 28.         | Империалистическая война — Интерполяция   | 1937.          | 402           |
| 29.         | Интерполяция — Историческое языковедение  | 1935.          | 383           |
| 30.         | История — Камбиформ                       | 1937.          | 400           |
| 31.         | Камбоджа — Кауфмана пик                   | 1937.          | 404           |
| 32.         | Каучук — Классон                          | 1936.          | 432           |
| 33.         | Классы — Конкуренция                      | 1938.          | 480           |
| 34.         | Конкурс — Крестьянская война              | 1937.          | 384           |
| 35.         | «Крестьянская газета» — Ларсон            | 1937.          | 384           |
| 36.         | Ларте — Лилло                             | 1938.          | 416           |
| 37.         | Лилль — Маммалогия                        | 1938.          | 420           |
| 38.         | Маммилярия — Мера стоимости               | 1938.          | 416           |
| 39.         | Мерави — Момоты                           | 1938.          | 376           |
| 40.         | Монада — Нага                             | 1938.          | 392           |
| 41.         | Наган — Нидерландское искусство           | 1939.          | 432           |
| 42.         | Нидерланды — Оклахома                     | 1939.          | 416           |
| 43.         | Окладное страхование — Палиашвили         | 1939.          | 416           |
| 44.         | Пализа — Перемычка                        | 1939.          | 416           |
| 45.         | Перемышль — Пол                           | 1940.          | 440           |
| 46.         | Пола — Призмы оптические                  | 1940.          | 408           |
| 47.         | Признаки делимости — Равенстон            | 1940.          | 448           |
| 48.         | Рави — Роббиа                             | 1941.          | 440           |
| 49.         | Робер — Ручная граната                    | 1941.          | 456           |
| 50.         | Ручное огнестрельное оружие — Серицит     | 1944.          | 440           |
| 51.         | Серна — Созерцание                        | 1945.          | 424           |
| 52.         | Сознание — Стратегия                      | 1947.          | 472           |
| 53.         | Стратиграфия — Телец                      | 1946.          | 392           |
| 54.         | Телецкое озеро — Трихофития               | 1946.          | 416           |
| 55.         | Трихоцисты — Украинское искусство         | 1947.          | 986           |
| 56.         | Украинцев — Фаянс                         | 1936.          | 718           |
| 57.         | Феаки — Флор                              | 1936.          | 363           |
| 58.         | Флора — Франция                           | 1936.          | 400           |
| 59.         | Францоз — Хокусаи                         | 1935.          | 432           |
| 60.         | Холангит — Цянь                           | 1934.          | 400           |
| 61.         | Ч — Шахт                                  | 1934.          | 448           |
| 62.         | Шахта — Ь                                 | 1933.          | 416           |
| 63.         | Э — Электрофон                            | 1933., 1935.   | 776, 768      |
| 64.         | Электрофон — Эфедрин                      | 1933.          | 400           |
| 65.         | Эфемериды — Яя                            | 1931.          | 455           |
| Bez broja   | Союз Советских Социалистических Республик | 1947.          | 487           |

## Drugo izdanje
Drugo izdanje pripremljeno je u skladu s dekretom Sovjeta ministara SSSR-a objavljenoga 20. veljače 1949. Drugo izdanje izdavala je državna znanstvena izdavačka kuća „Velika sovjetska enciklopedija“ (rus. «Большая советская энциклопедия») između 1950. i 1958. godine. Drugo izdanje se sastojalo od 51 sveska: 49 u abecednome redu, jedan o Sovjetskome Savezu i jedan dodatni svezak. Godine 1960. tiskan je i indeks bez broja sveska.
Drugo izdanje je sveukupno imalo oko 100.000 članaka, 50.852 ilustracija i 2362 karata. Drugo izdanje sveukupno se sastojalo od 4.900 stranica teksta. Više od 40% članaka je sadržavalo preporučenu literaturu koja je bila na 60 jezika: 35 jezika Sovjetskog Saveza i 25 stranih jezika. Svesci drugoga izdanja tiskani su u 250 – 300 tisuća primjeraka što je 3 – 5 puta veće od tiskanih primjeraka svezaka prvoga izdanja.
Drugo izdanje je u odnosu na prvo izdanje imalo znatan porast broj članaka (s 65.000 na 100.000) te mali porast broja stranice teksta (s 4.400 na 4.900). Do toga povećanja je došlo zbog nastanka novih članaka, najčešće kratke ili srednje duljine, proširenja i podjeljivanja postojećih članaka na više članaka, recenzija (npr. članci o državama i znanostima). Prosječni članak je imao 2.000 znakova.
Članci o društvenim i političkim temama te aktualnim državnicima pisani su u skladu sa sovjetskom ideologijom. Ponekad je zbog političkih promjena u zemlji dolazilo do mijenjanja sadržaja članka. Npr. kada je 1953. godine došlo do uklanjanja Lavrentija Pavloviča Berije s položaja ministara unutarnjih poslova, pretplatnicima Velike sovjetske enciklopedije su poslane dodatne stranice koje su sadržavale dopune člancima o Beringovome moru i Georgeu Berkeleyju s prijedlogom zamjenjivanja članka o Beriju s dopunama za Beringovo more i Georga Berkeleyja. Unatoč tome, Berijev portret je i dalje ostao u popisu ilustracija.
Slično se dogodilo i s člankom o Gao Gangu koji je 1954. godine uklonjen s rukovodilačkih mjesta unutar Narodne Republike Kine. Pretplatnici enciklopedije su bili zamoljeni da uklone stranicu s člankom o Gao Gangu te da dodaju novu koja je izostavljala članak o njemu.
Ovakve izmjene kasnije se nisu nudile, a promijenjeni stavovi Komunističke partije mogli su se pratiti u sadržaju članaka Velike sovjetske enciklopedije. Na primjer, prvi svesci drugoga izdanja govore negativno o Socijalističkoj Federativnoj Republici Jugoslaviji. U ranijim svescima Tito je nazvan fašistom. (Npr. u članku o Georgiju Dimitrovu piše da je „nemilosrdno razotkrivao nacionalističku, fašističku kliku Tita – agenta američkoga imperijalizma na Balkanu.“ U kasnijim svescima, pogotovo u člancima o Josipu Brozu Titu i Socijalističkoj Federativnoj Republici Jugoslaviji korišten je pozitivni vokabular. Članci o Kalmikiji i Kalmicima nedostaju u 21. svesku te su dodani tek kasnije u jednome drugome svesku nakon povratka iz progonstva 1956. godine. Ista situacija je bila i s ostalim prognanim narodima i njihovim autonomnim republikama (Čečenci, Karačajevci, Balkarci, Inguši), osim kod Krimskih Tatara i Krimske ASSR koji nisu dobili članke jer su Krimski Tatari i dalje bili prognani.
Glavni urednici drugoga izdanja Velike sovjetske enciklopedije bili su Sergej Ivanovič Vavilov (1. – 8. svezak, 1949. – 1951.) i Boris Aleksejevič Vvedenski (8. – 51. svezak, 1951. – 1958.), a zamjenici glavnoga urednika Anatolij Aleksejevič Zvorikin i Lev Stepanovič Šaumjan. Među urednicima odjela i autorima članaka bili su vodeći sovjetski znanstvenici toga vremena: N. N. Aničkov, I. P. Bardin, A. A. Blagonravov, J. A. Čudakov, A. A. Grigorjev, B. V. Iogason, A. N. Kolmogorov, F. V. Konstantinov, O. B. Lepešinskaja, T. D. Lisenko, A. A. Mihajlov, A. I. Oparin, K. V. Ostrovitjanov, N. M. Strahov, S. P. Tolstov, V. V. Vinogradov, B. M. Vul, E. M. Žukov, i drugi.
Biološki dio enciklopedije pisali su pseudoznanstvenici kao što su T. D. Lisenko, O. B. Lepešinskaja, A. I. Oparin ↓2 i njihove pristaše, pa zbog toga drugo izdanje sadrži veliku količinu neznanstvenih informacija iz područja genetike, citologije, agrobiologije, itd.
Prema Sergeju Leonidoviču Kravecu, glavnome uredniku izdavačke kuće „Velika ruska enciklopedija“ (rus. Большая российская энциклопедия), drugo izdanje Velike sovjetske enciklopedije najbolje je od sva tri izdanja jer je, za razliku od prvoga i trećega izdanja, pisana sa znanstvenoga stajališta, zahvaljujući čemu je moguće uspješno napisati diplomski rad u području višega obrazovanja.
| Broj sveska | Ime                                       | Godina izdanja | Broj stranica |
| ----------- | ----------------------------------------- | -------------- | ------------- |
| 1.          | А — Актуализм                             | 1949.          | 633           |
| 2.          | Акты — Ариетта                            | 1950.          | 652           |
| 3.          | Аризона — Аяччо                           | 1950.          | 626           |
| 4.          | Б — Березко                               | 1950.          | 640           |
| 5.          | Березна — Ботокуды                        | 1950.          | 644           |
| 6.          | Ботошани — Вариолит                       | 1951.          | 643           |
| 7.          | Вариолоид — Вибратор                      | 1951.          | 643           |
| 8.          | Вибрафон — Волово                         | 1951.          | 645           |
| 9.          | Вологда — Газели                          | 1951.          | 619           |
| 10.         | Газель — Германий                         | 1952.          | 615           |
| 11.         | Германик — Голубь                         | 1952.          | 642           |
| 12.         | Голубянки — Гродовка                      | 1952.          | 630           |
| 13.         | Гроза — Демос                             | 1952.          | 669           |
| 14.         | Демосфен — Докембрий                      | 1952.          | 655           |
| 15.         | Докеры — Железняков                       | 1952.          | 651           |
| 16.         | Железо — Земли                            | 1952.          | 671           |
| 17.         | Земля — Индейцы                           | 1952.          | 631           |
| 18.         | Индекс — Истон                            | 1953.          | 619           |
| 19.         | Историзм — Канди                          | 1953.          | 606           |
| 20.         | Кандидат — Кинескоп                       | 1953.          | 643           |
| 21.         | Кинестезия — Коллизия                     | 1953.          | 627           |
| 22.         | Коллиматор — Коржины                      | 1953.          | 627           |
| 23.         | Корзинка — Кукунор                        | 1953.          | 635           |
| 24.         | Кукуруза — Лесничество                    | 1953.          | 618           |
| 25.         | Лесничий — Магнит                         | 1954.          | 629           |
| 26.         | Магнитка — Медуза                         | 1954.          | 651           |
| 27.         | Медузы — Многоножка                       | 1954.          | 661           |
| 28.         | Многоножки — Мятлик                       | 1954.          | 660           |
| 29.         | Н — Николаев                              | 1954.          | 627           |
| 30.         | Николай — Олонки                          | 1954.          | 653           |
| 31.         | Олонхо — Панино                           | 1955.          | 645           |
| 32.         | Панипат — Печура                          | 1955.          | 646           |
| 33.         | Печь — Польцин                            | 1955.          | 669           |
| 34.         | Польша — Прокамбий                        | 1955.          | 653           |
| 35.         | Прокат — Раковины                         | 1955.          | 670           |
| 36.         | Раковник — «Ромэн»                        | 1955.          | 670           |
| 37.         | Рона — Самойлович                         | 1955.          | 666           |
| 38.         | Самойловка — Сигиллярии                   | 1955.          | 665           |
| 39.         | Сигишоара — Соки                          | 1956.          | 661           |
| 40.         | Сокирки — Стилоспоры                      | 1957.          | 645           |
| 41.         | Стилтон — Татартуп                        | 1956.          | 657           |
| 42.         | Татары — Топрик                           | 1956.          | 665           |
| 43.         | Топсель — Уженье                          | 1956.          | 669           |
| 44.         | Ужи — Фидель                              | 1956.          | 661           |
| 45.         | Фидер — Фурьеризм                         | 1956.          | 670           |
| 46.         | Фусе — Цуруга                             | 1957.          | 669           |
| 47.         | Цуруока — Шербот                          | 1957.          | 669           |
| 48.         | Шербрук — Элодея                          | 1957.          | 669           |
| 49.         | Элоквенция — Яя                           | 1957.          | 678           |
| 50.         | Союз Советских Социалистических Республик | 1957.          | 764           |
| 51.         | А — Я (дополнения)                        | 1958.          | 460           |

## Treće izdanje
Treće izdanje Velike sovjetske enciklopedije bilo je pripremljeno u skladu s dekretom Centralnoga komiteta Komunističke partije boljševika 2. veljače 1967. godine, a izdavala ga je „Sovetskaja enciklopedija“ (rus. «Советская энциклопедия») od 1969. do 1978. godine. Treće izdanje sastojalo se od 31 knjiga u 30 svezaka (24. svezak tiskan je u dvije knjige, od kojih je druga bila posvećena Sovjetskome Savezu). Za potrebe trećega izdanja osmišljen je font „Kudrjaševskaja enciklopedičeskaja garintura“ (rus. «Кудряшевская энциклопедическая гарнитура») veličine 7.:45:. Svesci trećega izdanja tiskani su u oko 630.000 primjeraka što je 8 – 12 puta više od prvoga izdanja i 2 – 2,5 više od drugoga izdanja. Godine 1981. tiskano je 50.000 primjeraka indeksa. Na trećemu izdanju radilo je oko 10.000 specijalista. Mnogi savjetnici, nekoliko stotina ljudi, imali su diplomu. Popularizacija znanosti jedno je od vodećih načela trećega izdanja.:46
Treće izdanje sveukupno je imalo 95.279 članaka, 29.120 ilustracija, 3701 portreta i 524 karata u boji. Ilustracije u boji bile su izrađene tehnikom dubokoga, visokoga i ofsetnoga (plošnoga) tiska. U 14. svesku, kod članka o Vladimiru Iljiču Lenjinu, priložena je fleksibilna gramofonska ploča s njegovim govorima. Prosječna duljina članka iznosila je 1470 znakova. Treće izdanje u cijelosti se sastojalo od oko 3800 stranica teksta. Treće izdanje razlikuje se od prva dva po razvijenome sustavu povezivanja članaka u kojem su drugi članci koji se navode u tekstu označeni kurzivno.
Glavni urednik trećega izdanja bio je Aleksandar Mihajlovič Prohorov.

### Prijevodi
Treće izdanje Velike sovjetske enciklopedije prevedeno je na engleski i grčki jezik.
Engleski prijevod izdavala je izdavačka kuća Macmillan Publishers u Sjedinjenim Američkim Državama između 1973. i 1982. Izdana su 31 sveska i indeks.
Grčki prijevod izdavala je grčka izdavačka kuća Akadimos (grčki: Ακάδημος) između 1977. i 1989. Izdana su 34 osnovna sveska i 1 dodatni svezak. Svi članci vezani za Grčku, njezinu povijest, kulturu i društvo znatno su prošireni te je za grčko izdanje bilo napisano nekoliko stotina novih članaka.
| Broj sveska     | Ime                                       | Godina izdanja |
| --------------- | ----------------------------------------- | -------------- |
| 1.              | А — Ангоб                                 | 1969.          |
| 2.              | Ангола — Барзас                           | 1970.          |
| 3.              | Бари — Браслет                            | 1970.          |
| 4.              | Брасос — Веш                              | 1971.          |
| 5.              | Вешин — Газли                             | 1971.          |
| 6.              | Газлифт — Гоголево                        | 1971.          |
| 7.              | Гоголь — Дебит                            | 1972.          |
| 8.              | Дебитор — Евкалипт                        | 1972.          |
| 9.              | Евклид — Ибсен                            | 1972.          |
| 10.             | Ива — Италики                             | 1972.          |
| 11.             | Италия — Кваркуш                          | 1973.          |
| 12.             | Кварнер — Конгур                          | 1973.          |
| 13.             | Конда — Кун                               | 1973.          |
| 14.             | Куна — Ломами                             | 1973.          |
| 15.             | Ломбард — Мезитол                         | 1974.          |
| 16.             | Мезия — Моршанск                          | 1974.          |
| 17.             | Моршин — Никиш                            | 1974.          |
| 18.             | Никко — Отолиты                           | 1974.          |
| 19.             | Отоми — Пластырь                          | 1975.          |
| 20.             | Плата — Проб                              | 1975.          |
| 21.             | Проба — Ременсы                           | 1975.          |
| 22.             | Ремень — Сафи                             | 1975.          |
| 23.             | Сафлор — Соан                             | 1976.          |
| 24. (1. knjiga) | Собаки — Струна                           | 1976.          |
| 24. (2. knjiga) | Союз Советских Социалистических Республик | 1977.          |
| 25.             | Струнино — Тихорецк                       | 1976.          |
| 26.             | Тихоходки — Ульяново                      | 1977.          |
| 27.             | Ульяновск — Франкфорт                     | 1977.          |
| 28.             | Франкфурт — Чага                          | 1978.          |
| 29.             | Чаган — Экс-ле-Бен                        | 1978.          |
| 30.             | Экслибрис — Яя                            | 1978.          |

- Treće izdanje i godišnjaci za drugo i treće izdanje.
- Fleksibilna gramofonska ploča s Lenjinovim govorima.
- Sva 31 sveska engleskoga prijevoda zajedno s indeksom, biblioteka Nijmegen.
- Treće izdanje na polici.

## Elektronička verzija
Godine 1998. tvrtke ZAO „Autopan“ („Студия Multimedia.ru“) (rus. ЗАО «Аутопан», «Студия Multimedia.ru»), ZAO „Glasnet“ (rus. ЗАО «Гласнет») i ZAO „Lukojl-Inform“ (rus. ЗАО «Лукойл-Информ») počele su digitalizirati treće izdanje. Do 2001. godine članci i ilustracije bili su skenirani, optički prepoznati i pregledani. Prava na internetsko izdanje kupila je tvrtka „Russ Portal Company Ltd.“, koja je u travnju 2001. godine pokrenula internetski enciklopedijski projekt „Rubrikon“ (rus. «Рубрикон»). Godine 2002. stvoren je softver, a u jeseni iste godine na Moskovskome međunarodnome sajmu knjiga programeri su demonstrirali konačnu verziju enciklopedije na tri CD-a. Tvrtka „Novi Disk“ (rus. «Новый Диск») bila je izdavač i distributer elektroničke verzije. Elektronička verzija bila je objavljena u sklopu serije „Zlatni fond ruske enciklopedije“ (rus. «Золотой фонд российских энциклопедий»).
Elektronička verzija prvoga i drugoga izdanja Velike sovjetske enciklopedije pripremila je i objavila tvrtka OOO Rječničko izdavašto „Elektronički i tradicionalni rječnici“ (rus. ООО Словарное издательство «Электронные и традиционные словари») 2010. i 2012. godine. Izdavač za CD/DVD diskove bio je ZAO „Bukasoft“ (rus. ЗАО «БукаСофт»).

## Indeksi
Za drugo i treće izdanje Velike sovjetske enciklopedije objavljen je indeks u zasebnome svesku bez broja.
| Ime na ruskome                                  | Godina objavljivanja | Broj knjige | Glavni urednik         | Članci        | Stranice | Količina tiskanih primjeraka |
| ----------------------------------------------- | -------------------- | ----------- | ---------------------- | ------------- | -------- | ---------------------------- |
| Алфавитный указатель ко второму изданию         | 1960                 | I.          | Lev Stepanovič Šaumjan | А—Нарикины    | 1—800    | 75.000                       |
| Алфавитный указатель ко второму изданию         | 1960                 | II.         | Lev Stepanovič Šaumjan | Нариман—Яянга | 801—1575 | 75.000                       |
| Алфавитный именной указатель к третьему изданию | 1981.                | —           | —                      | А—Я           | 719      | 50.000                       |

## Godišnjaci
Između 1957. i 1990. godine jednom godišnje izdavani su jednosveščani godišnjaci zvani „Godišnjaci Velike sovjetske enciklopedije“ (rus. «Ежегодником Большой советской энциклопедии») za drugo (plave boje, 1957. – 1969.) i treće (crvene boje, 1970. – 1990.) izdanje Velike sovjetske enciklopedije. Ti godišnjaci sadržavali su ažurirane podatke o Sovjetskome Savezu i drugim državama, važnim svjetskim događajima i relevantnim biografskim podatcima. Objavljeno je 34 izdanja godišnjaka.
| Broj | Godina izdanja | Urednik         | Broj stranica | Količina tiskanih primjeraka |
| ---- | -------------- | --------------- | ------------- | ---------------------------- |
| 1    | 1957.          | B. A. Vvedenski | 648           | 100.000                      |
| 2    | 1958.          | L. S. Šaumjan   | 656           | 100.000                      |
| 3    | 1959.          | L. S. Šaumjan   | 664           | 55.000                       |
| 4    | 1960.          | L. S. Šaumjan   | 616           | 57.000                       |
| 5    | 1961.          | L. S. Šaumjan   | 580           | 50.000                       |
| 6    | 1962.          | L. S. Šaumjan   | 624           | 45.000                       |
| 7    | 1963.          | L. S. Šaumjan   | 562           | 50.000                       |
| 8    | 1964.          | L. S. Šaumjan   | 616           | 40.000                       |
| 9    | 1965.          | L. S. Šaumjan   | 608           | 45.000                       |
| 10   | 1966.          | L. S. Šaumjan   | 627           | 47.000                       |
| 11   | 1967.          | L. S. Šaumjan   | 624           | 60.000                       |
| 12   | 1968.          | L. S. Šaumjan   | 624           | 53.000                       |
| 13   | 1969.          | L. S. Šaumjan   | 608           | 48.000                       |
| 14   | 1970.          | L. S. Šaumjan   | 608           | 47.500                       |
| 15   | 1971.          | L. S. Šaumjan   | 644           | 72.000                       |
| 16   | 1972.          | S. M. Kovaljev  | 624           | 83.000                       |
| 17   | 1973.          | S. M. Kovaljev  | 640           | 110.000                      |
| 18   | 1974.          | S. M. Kovaljev  | 620           | 110.000                      |
| 19   | 1975.          | S. M. Kovaljev  | 656           | 110.000                      |
| 20   | 1976.          | S. M. Kovaljev  | 624           | 110.000                      |
| 21   | 1977.          | S. M. Kovaljev  | 640           | 110.000                      |
| 22   | 1978.          | S. M. Kovaljev  | 592           | 110.000                      |
| 23   | 1979.          | S. M. Kovaljev  | 576           | 110.000                      |
| 24   | 1980.          | V. G. Panov     | 584           | 110.000                      |
| 25   | 1981.          | V. G. Panov     | 624           | 110.000                      |
| 26   | 1982.          | V. G. Panov     | 600           | 110.000                      |
| 27   | 1983.          | V. G. Panov     | 584           | 106.000                      |
| 28   | 1984.          | V. G. Panov     | 584           | 100.000                      |
| 29   | 1985.          | V. G. Panov     | 576           | 91.000                       |
| 30   | 1986.          | V. G. Panov     | 575           | 85.000                       |
| 31   | 1987.          | V. G. Panov     | 607           | 78.500                       |
| 32   | 1988.          | V. G. Panov     | 592           | 84.000                       |
| 33   | 1989.          | V. G. Panov     | 591           | 75.500                       |
| 34   | 1990.          | V. G. Panov     | 556           | 66.500                       |

## Autorska prava
Velika sovjetska enciklopedija trenutačno nije u javnome vlasništvu jer je izdavačku kuću „Sovjetska enciklopedija“, koja je izdavala Veliku sovjetsku enciklopediju, naslijedila izdavačka kuća „Velika ruska enciklopedija“ (rus. «Большая российская энциклопедия»). Prava na elektroničko izdanje trećega izdanja dogovorno pripadaju nekolicini tvrtki, iako su ekskluzivna prava na internetsko izdanje prenesena na tvrtku „Russ Portal“ koja se nalazi u vlasništvu web-stranice www.rubricon.com, a prava na multimedijalno izdanje (CD-ROM) prenesena su na tvrtku „Novi Disk“ (rus. «Новый Диск»).

## Popis općih sovjetskih enciklopedija
| Originalni naziv                    | Hrvatski naziv                         | Broj svezaka                                | Godina objavljivanja                        | Suvremena verzija                                                                  |
| ----------------------------------- | -------------------------------------- | ------------------------------------------- | ------------------------------------------- | ---------------------------------------------------------------------------------- |
| Большая советская энциклопедия      | Velika sovjetska enciklopedija         | 65; 49; 30                                  | 1926. – 1947.; 1949. – 1958.; 1969. – 1978. | Velika ruska enciklopedija                                                         |
| Малая советская энциклопедия        | Mala sovjetska enciklopedija           | 10; 11; 10                                  | 1928. – 1931.; 1936. – 1941.; 1958. – 1960. | Kratka ruska enciklopedija                                                         |
| Հայկական սովետական հանրագիտարան     | Armenska sovjetska enciklopedija       | 13                                          | 1974. – 1987.                               | Armenska kratka enciklopedija                                                      |
| Азәрбајҹан Совет Енсиклопедијасы    | Azerbajdžanska sovjetska enciklopedija | 10 (sveukupno je bilo planirano 11 svezaka) | 1976. – 1987.                               | Azerbajdžanska nacionalna enciklopedija                                            |
| Беларуская савецкая энцыклапедыя    | Bjeloruska sovjetska enciklopedija     | 12                                          | 1969. – 1976.                               | Bjeloruska enciklopedija                                                           |
| Eesti nõukogude entsüklopeedia      | Estonska sovjetska enciklopedija       | 8; 10+5                                     | 1968. – 1976.; 1985. – 1991./2006.          | Estonska enciklopedija                                                             |
| ქართული საბჭოთა ენციკლოპედია        | Gruzijska sovjetska enciklopedija      | 12                                          | 1975. – 1987.                               | Enciklopedija „Gruzija“                                                            |
| Қазақ кеңес энциклопедиясы          | Kazaška sovjetska enciklopedija        | 13                                          | 1972. – 1978.                               | Kazahstan. Nacionalna enciklopedija                                                |
| Кыргыз Совет Энциклопедиясы         | Kirgiska sovjetska enciklopedija       | 6                                           | 1976. – 1980.                               | Nacionalna enciklopedija „Kirgistan“                                               |
| Latvijas padomju enciklopēdija      | Latvijska sovjetska enciklopedija      | 11                                          | 1981. – 1988.                               | Velika latvijska enciklopedija                                                     |
| Lietuviškoji tarybinė enciklopedija | Litavska sovjetska enciklopedija       | 13                                          | 1976. – 1985.                               | Univerzalna litavska enciklopedija                                                 |
| Енчиклопедия советикэ молдовеняскэ  | Moldavska sovjetska enciklopedija      | 8                                           | 1970. – 1981.                               | Moldavska enciklopedija                                                            |
| Сибирская советская энциклопедия    | Sibirska sovjetska enciklopedija       | 4 (sveukupno je bilo planirano 6 svezaka)   | 1929. – 1933.                               | Veliki enciklopedijski rječnik Sibira i Dalekoga istoka u 4 sveska (2011. – 2013.) |
| Энциклопедияи советии тоҷик         | Tadžička sovjetska enciklopedija       | 8                                           | 1978. – 1988.                               | Tadžička nacionalna enciklopedija                                                  |
| Түркмен совет энциклопедиясы        | Turkmenska sovjetska enciklopedija     | 10                                          | 1974. – 1989.                               |                                                                                    |
| Українська радянська енциклопедія   | Ukrajinska sovjetska enciklopedija     | 17; 12                                      | 1927. – 1934.; 1959. – 1965.; 1978. – 1985. | Velika ukrajinska enciklopedija                                                    |
| Уральская советская энциклопедия    | Uralska sovjetska enciklopedija        | 1 (broj planiranih svezaka je nepoznat)     | 1933.                                       |                                                                                    |
| Ўзбек совет энциклопедияси          | Uzbečka sovjetska enciklopedija        | 14                                          | 1971. – 1980.                               | Nacionalna enciklopedija Uzbekistana (12 svezaka; 1997. – 2005.)                   |
| Лесная энциклопедия                 | Šumska enciklopedija                   | 2                                           | 1985. – 1986.                               |                                                                                    |